# Ли Цзе (архитектор)

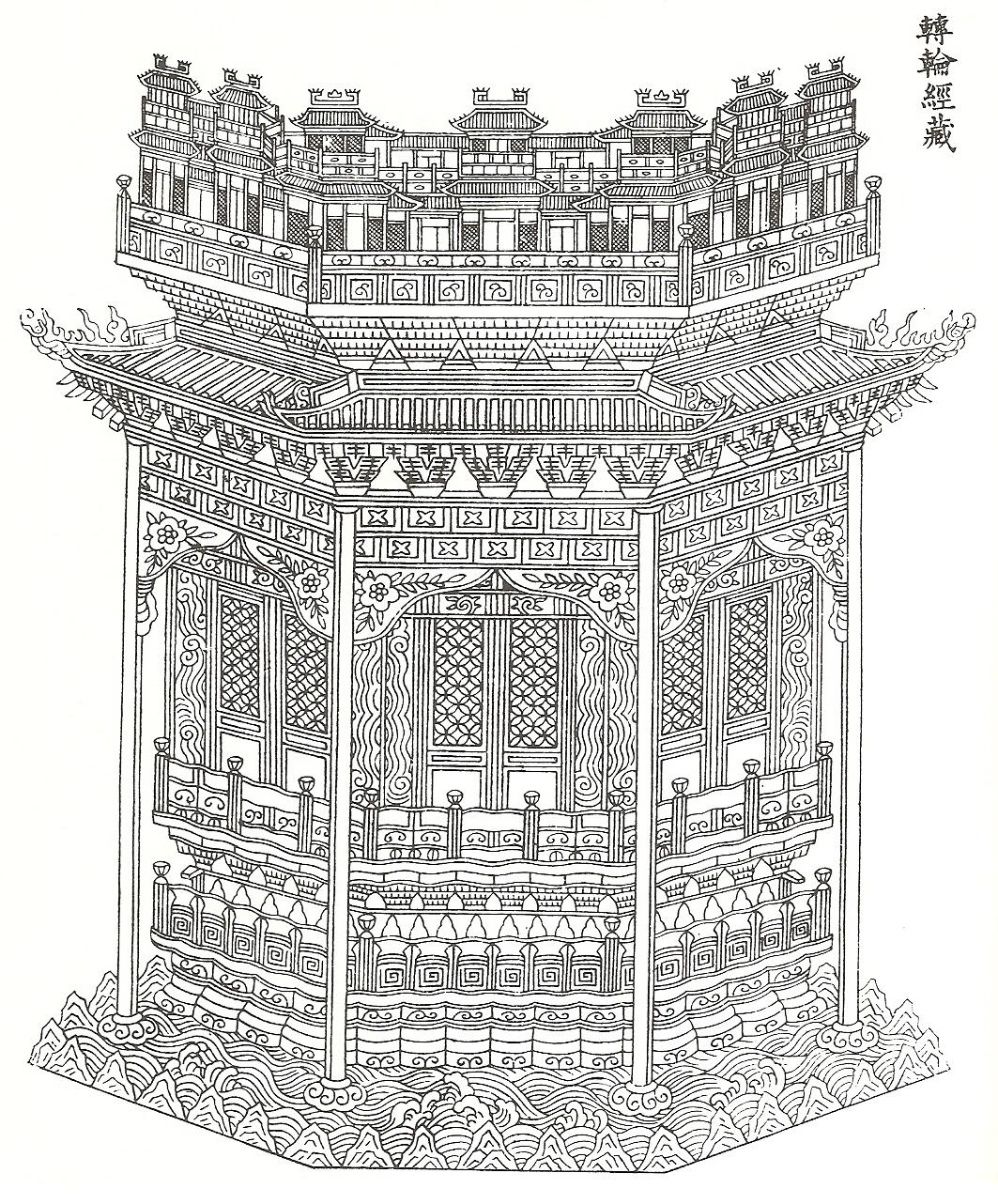
Иллюстрация из трактата: буддистский ковчег в гебрейском использовании в Кайфэне

Ли Цзе (кит. трад. 李誡, упр. 李诫, пиньинь  Lǐ Jiè, 1065—1110) — архитектор времен династии Северная Сун, автор классического трактата по архитектуре «Инцзао Фаши» (营造法式, «Строительные стандарты», 1103 год), первого в своем роде, который сохранился полностью. В нем содержались положения, которые на несколько веков определили развитие традиционных китайских архитектурных канонов.
Ли Цзе обработал многочисленные произведения предшественников и написал собственный трактат, который представил императору Чжэ-цзуну.
В 2006 году захоронения Ли Цзе на его родине в Синьчжэне (Хэнань) признано объектом с государственной охраной.